# Geeuwenbrug
Geeuwenbrug (52° 52′ N, 6° 22′ L) é uma cidade dos Países Baixos, na província de Drente. Geeuwenbrug pertence ao município de Westerveld, e está situada a 18 km, a norte de Hoogeveen.
A área de Geeuwenbrug, que também inclui as partes periféricas da cidade, bem como a zona rural circundante, tem uma população estimada em 580 habitantes.